# Supanova Expo

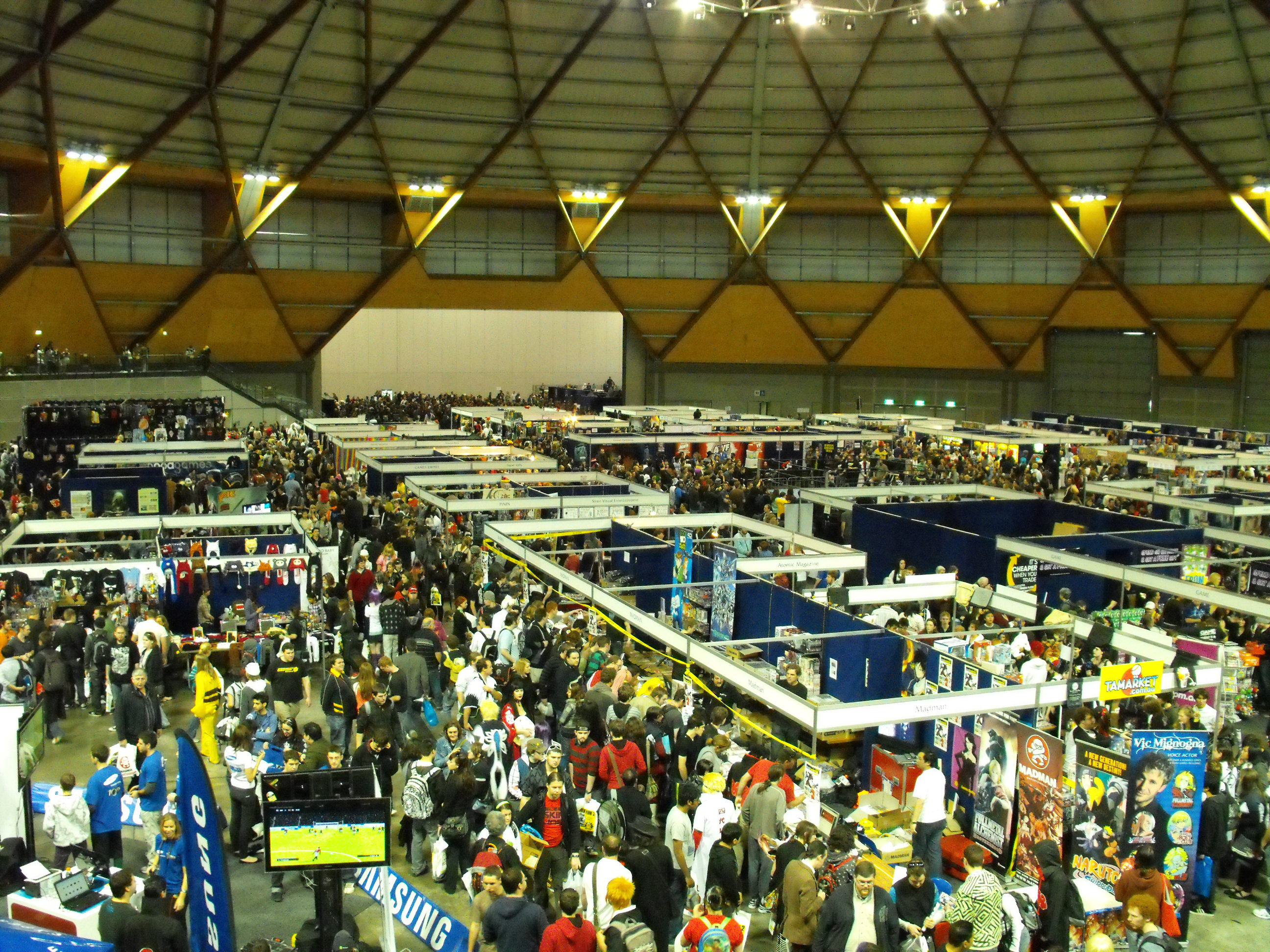
Supanova 2010.

Le Supanova Comic Con and Gaming (également connu sous le nom de Supanova ou Supanova Expo) est une convention de fans axée sur les films et la télévision de science-fiction et de fantasy, les bandes dessinées, les animes, les jeux et les objets de collection. Elle se tient chaque année dans les villes australiennes de Sydney, Brisbane, Melbourne, Perth, Adélaïde et Gold Coast.

## Convention
Supanova est un événement australien indépendant qui n'est pas affilié à des producteurs d'expositions internationaux. Elle est gérée par une équipe d'employés permanents et est fondée par Daniel Zachariou, qui a également occupé le poste de directeur de l'événement jusqu'en 2021. Il y a également un grand nombre de bénévoles, généralement nommés en fonction de l'événement, qui aident au fonctionnement de la convention sur place.
L'une des principales attractions du Supanova est la présence d'invités spéciaux, souvent des personnalités connues des participants à la convention, qui participent à des séances de dédicaces et à des discussions avec leurs fans. Parmi les autres attractions notables de Supanova figurent le concours de cosplays, la « Artist's Alley », où les artistes en herbe peuvent exposer et vendre leurs œuvres, et le cinéma d'animes. À de nombreuses occasions, la Supanova a également accueilli, en tant qu'événements satellites, des cours d'art, des projections de films ou d'autres activités similaires. La Supanova dispose d'une vaste zone d'exposition où les participants peuvent acheter des marchandises à l'un des nombreux commerçants présents,. 